# Branicki-Palast (Aleja Legionów)

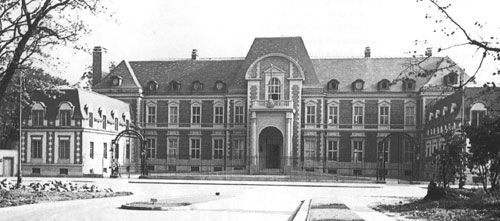
Der Palast als Sitz der französischen Botschaft um 1939. Nicht erkennbar ist der sich rechts anschließende, parallel zum Hauptgebäude verlaufende Seitenflügel

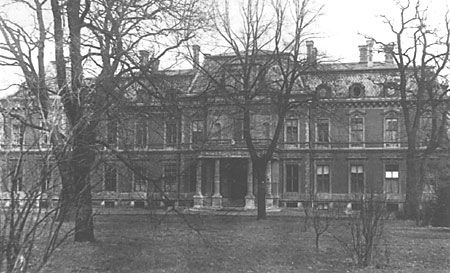
Die Gartenseite des Palastes auf der Weichselböschung

Der ehemalige Branicki-Palast (auch Roter Palast genannt, poln.: Pałac Branickich bzw. Czerwony Pałac oder Czerwony Dom) in Warschau befand sich im Innenstadtdistrikt an der damaligen Aleja Legionów 22 (heute: Aleja na Skarpie). Das in der zweiten Hälfte des 19. Jahrhunderts errichtete Gebäude, das in der Zwischenkriegszeit als Sitz zweier Botschaften diente, wurde nach dem Krieg nicht wiederaufgebaut. Heute befindet sich an der Stelle die Aussichts-Terrasse des Marschall Edward Śmigły-Rydz-Parks (poln.: Park Marszałka Edwarda Śmigłego-Rydza).

## Geschichte
Im damaligen Frascati-Park ließ der Eigentümer des Frascati-Palastes, Władysław Branicki, von Leander Marconi in den Jahren 1873 bis 1878 an der hochgelegenen Weichselböschung einen großen Neubau im Stil der französischen Renaissance errichten. Dieser Palast war mit rötlichen Klinkersteinen verkleidet und wurde deshalb in Abgrenzung zum älteren „Weißen Palast“ allgemein als „Roter Palast“ bezeichnet. Władysław Branicki bewohnte mit seiner Frau den größeren roten Palast, ihre mit Zdzisław Lubomirski verheiratete Tochter Maria lebte im benachbarten weißen Palast.
Das Anwesen bestand aus einem zweigeschossigen Kerngebäude, das parallel zur Böschung (von Norden nach Süden) verlief und über einen nach vorne und hinten hoch aufragenden Mittelrisalit verfügte. Zur Straße hin erstreckten sich zwei rechtwinklige Flügelgebäude, die so einen Ehrenhof bildeten. Die Flügel waren eingeschossig und hatten ein ausgebautes Dach. Zur Gartenseite an der Böschungskante trugen vier Säulen einen Balkon. Das Gebäude ähnelte dem Zamoyski-Palast in der nahegelegenen Ulica Foksal.

### Botschaftssitz
Etwa ab 1924 befand sich im Palast die diplomatische Vertretung Rumäniens. Im Jahr 1934 übernahm es dann die französische Botschaft, die bis dahin – seit 1930 – im Szelechow-Haus in den Aleje Ujazdowskie 15 an der Ecke zur Aleja Róż 2 ihren Sitz gehabt hatte. Dazu war der Palast unter Alfons Gravier umgebaut und erweitert worden: ein langgezogener Querflügel erstreckte sich nun vom bisherigen Südflügel aus entlang der Straße weiter Richtung Süden. Die Fassadendekorationen wurden zeitgleich reduziert.
Als Frankreich am 3. September 1939 dem Deutschen Reich als Folge dessen Einmarsches in Polen den Krieg erklärte, versammelte sich eine große Anzahl Warschauer Bürger vor der französischen Botschaft. Die Menge sang die Marseillaise und die Mazurek Dąbrowskiego. Während der französische Botschafter sich zeigte, begann man im Gebäude bereits mit dem Verpacken von Einrichtungsgegenständen. Wenige Tage vor der Zerstörung des Palastes hatten die französischen Diplomaten Warschau bereits verlassen.

### Krieg und Nachkriegszeit
Beim Angriff auf Warschau im September 1939 hatte der Palast – nach Bombeneinschlägen – zwar gebrannt, die Bausubstanz war aber großteils erhalten geblieben. Dennoch wurde die Ruine nach dem Krieg abgerissen – der einzige hier vorhandene Rest ist ein Betonpfeiler des ehemaligen Gartenzaunes – auf dem Gelände des benachbarten Frascati-Palais. Auf dem verwahrlosten Gelände eines Sportvereins der Technischen Universität Warschau, der rund 4 Kilometer vom Standort des Branicki-Palastes entfernt liegt, befinden sich noch zwei Beton-Löwenskulpturen, die früher einmal im Hof des Palastes standen. Über eine Umsetzung auf die heutige Terrasse des Śmigły-Rydz-Parkes wird derzeit nachgedacht.